# Cathalijn Wouters
Cathalijn Wouters (Tilburg, 16 januari 1955) is een Nederlands beeldend kunstenaar.

## Leven en werk
Wouters deed haar kunstopleiding van 1975 tot 1980 aan de Academie St. Joost in Breda. Vanaf 1987 heeft ze in verschillende galeries in Nederland geëxposeerd. Daarnaast heeft ze getekend bij Het Nationale Ballet, toneelgroep 'De Akteurs' en bij producties van Hans van Manen en Rudi van Dantzig.
Wouters' werk omvat olieverfschilderijen en houtskool- en gewone tekeningen.

## Exposities

### Solo-exposities
- KunstRAI Amsterdam, Rademakers Gallery,[1] 2019
- Vital Light Blue & Gentle Yellow, Rademakers Gallery, 201
- The Burning Gold, Amsterdam, Rademakers Gallery, 2019
- Body Language, WM Gallery, Antwerpen, 2016
- Gravity & Grace, ArtCN Gallery,[2] Shanghai, 2016
- KunstRAI Amsterdam, vertegenwoordigd door Janknegt Gallery, 2014
- Changing Perspectives, Canvas, Amsterdam, 2013
- The Master’s Hand, The Dutch Royal Ballet, Amsterdam, 2013
- Reflections in Line and Form, Studio van Dusseldorp, Tilburg , 2011
- Establishing Thought, Gallery Witzenhausen, New York , 2011
- Independent, Rademakers Gallery, 2010
- Beyond Reality, Project 2.0, Den Haag, 2008
- Beauty and Consolation, Galerie de Vijf Eijken, Arnhem, 2006
- De Greef en de Greef, Wassenaar, 2003
- Working w/ The Model, Genootschap Kunstliefde, Utrecht, 1994
- Children of the Sun, SHV, De Akteurs, Utrecht, 1992

### Groepsexpositie
- Kroon Gallery, Maastricht, 2019
- Big Art Amsterdam, Bijlmerbajes, 2018
- UWC Art for Impact, Amsterdam, 2018
- Outsider Art Gallery, Amsterdam, 2017
- AAF Brussels, AAF Hamburg, Art South Hampton, ART Karlsruhe, Rademakers Gallery, 2016
- PAN Amsterdam, Rademakers Gallery, 2015
- Art Fair Cologne, Rademakers Gallery, 2015
- C.A.F, Janknegt Fine Art, Rotterdam, 2015
- Canvas Internationaal, Amsterdam, 2013
- SCOPE Basel, Gallery Witzenhausen, 2012
- RAW Art Fair, Rotterdam, Gallery Witzenhausen, 2012
- Realisme, Gallery Pien Rademakers, Amsterdam, 2012
- Studio van Dusseldorp, Tilburg, 2011
- SCOPE Basel, Gallery Witzenhausen, 2011
- Realisme Amsterdam, Gallery Pien Rademakers, 2010, 2011
- Dutch Art Now, New York, Gallery Witzenhausen, 2010
- Project 2.0, Rotterdam, Prima Vera Galerie, 2010
- PAN Amsterdam — Janknegt Fine Art, 2009, 2011, 2012, 2013, 2014
- AAF NYC, Galerie Beeld, New York, 2009
- Als man en vrouw schiep Hij hen, Alkmaar, 2007
- Three Solo’s, Wassenaar, De Greef en de Greef, 2003
- Galerie Ina Boerse, Laren, 1987-04

### Tentoonstellingen
- Changing Perspectives, Amsterdam Fringe Festival, 2013. Live-expositie van artiest Cathalijn Wouters en danser Inez Almeida.
- The Master’s Hand, met Het Nationale Ballet, 2013.

## Publicaties
- Independent. Amsterdam: Thieme Art Publishers, 2010. Geautoriseerd door Erik Quint.
- Beyond Reality. Amsterdam: Marloes Waanders Publishers, 2008. een overzicht van Wouters´ werk, gecombineerd met tekeningen en notities van de studio. Met bijdrage van Jan Kuitenbrouwer, Doris Wintgens, Wietske Jansen Schoonhoven en Ronald Kraayeveld.

- Gemeinsame Normdatei: 138028117
- International Standard Name Identifier: 0000 0000 7885 5421
- Library of Congress Control Number: nb2009019556
- Nederlandse Thesaurus van Auteursnamen: 315038616
- RKD-Nederlands Instituut voor Kunstgeschiedenis: 85664
- Système universitaire de documentation: 136900577
- Virtual International Authority File: 96782738
- WorldCat: E39PBJdCmDJWYFk3YMHM9GhPwC